# Linotte
Linotte és un llenguatge de programació interpretat de 4a generació. La sintaxi del llenguatge Linotte, en lloc d'emprar l'anglès, fa ús de l'idioma francès.
L'objectiu d'aquest llenguatge de programació és permetre que els nens que parlen francès, o bé els francòfons amb poca experiència en informàtica, puguin aprendre a programar sense la dificultat afegida d'haver d'emprar per a la programació una llengua estrangera. L'eslògan de promoció d'aquest llenguatge és (en francès): «Tu sais lire un livre, alors tu peux écrire un programme informatique», o «tu sais écrire une phrase, donc tu sais écrire un programme» ("si saps llegir un llibre, pots escriure un programa d'ordinador" o "si saps com escriure una frase, pots escriure un programa d'ordinador").

## Vocabulari
Linotte utilitza un vocabulari no tècnic enterament en francès. Les seves sentències són més prop de les utilitzades en el cinema o en la literatura, un programa és un llibre, una variable és un actor, i la pantalla una tela. En comptes d'executar un llibre (programa), el que es fa és: llegir-ho.
El cos d'una funció comença per "début", "inici" en francès. La paraula clau que en altres llenguatges s'usa per " imprimir o registrar alguna cosa" en Linotte es denomina "affiche", que significa "mostra":
```
BonjourLeMonde:
début
affiche "Bonjour le monde !"
```

De manera semblant, un programa pot utilitzar el terme "demande", (preguntar), per demanar a l'usuari que introdueixi un valor.

## Capacitats
Linotte també implementa treball en xarxa i gràfics i, fins i tot, conté un motor web que permet incloure codi HTML i sentències Linotte en el mateix fitxer, a l'estil de PHP o de JSP.